# Paul Winter (Komponist)
Paul Winter (* 29. Januar 1894 in Neuburg an der Donau; † 1. März 1970 in München) war ein deutscher Komponist sowie Generalleutnant im Zweiten Weltkrieg.

## Leben
Winter war der Sohn eines Neuburger Rechtsanwalts (Geburtshaus: Schrannenplatz 127, heute Herrenbekleidung Brenner). Seinen ersten musikalischen Unterricht erhielt er mit vier Jahren durch seine Mutter.
Nach dem Besuch der Volksschule besuchte Winter zwischen 1904 und 1912 das Humanistische Gymnasium seiner Heimatstadt. Über den Lehrplan hinaus erhielt er in diesen Jahren Unterricht in Chorgesang, Instrumentalmusik (Orgel und verschiedene Streichinstrumente) sowie Musiktheorie. Dadurch avancierte er in den beiden letzten Jahren als Gymnasiast zum Organisten der Studienkirche. Als solcher versuchte er sich auch als Komponist.
Nach Erreichen des Abiturs schlug Winter auf Wunsch seines Vaters eine Offizierslaufbahn ein. Er trat am 1. August 1912 beim 8. Feldartillerie-Regiment der Bayerischen Armee in Nürnberg ein. Am 1. August 1914 wurde er zum Leutnant befördert. Sein Patent wurde auf den 10. Oktober 1910 datiert. Er nahm am Ersten Weltkrieg teil. Bei Kriegsende war Winter Oberleutnant und Regimentsadjutant. Neben beiden Klassen des Eisernen Kreuzes wurde Winter auch mit dem Militärverdienstorden IV. Klasse mit Krone ausgezeichnet.
Nach Ende des Krieges wurde Winter von der Reichswehr übernommen. In den Jahren zwischen 1919 und 1923 wurde er allerdings für sein Studium weitgehend vom Dienst freigestellt. Im Sommer 1920 heiratete er und begann an der Universität Erlangen Philosophie, Literatur und Musikgeschichte zu studieren, wechselte aber nach einigen Semestern mit denselben Fächern an die Ludwig-Maximilians-Universität nach München.
Am 1. Juni 1924 erfolgte seine Beförderung zum Hauptmann.
Zwischen 1925 und 1928 war Winter in Berlin Schüler in Hans Pfitzners Meisterklasse für Komposition an der Preußischen Akademie der Schönen Künste. 1928 konnte Winter dieses Studium abschließen.
Er war von 1934 bis 1935 Abteilungskommandeur beim Artillerie-Regiment VII in München. Von 1935 bis 1938 setzte man ihn als Referent für Personaleinsatz im Wehrkreiskommando VII mit Sitz in München ein. Dort wurde er am 1. August 1936 zum Oberstleutnant befördert. Im März 1938 nahm er am Unternehmen Otto (Anschluss Österreichs) teil. Ab dem 15. Juli 1938 war er Leiter der Zentralabteilung im Oberkommando der Wehrmacht (OKW).
Rundfunkaufnahmen seiner Märchenoper Falada machten Winter 1938 überregional einem größeren Publikum bekannt.
Am 1. August 1939 erfolgte die Beförderung zum Oberst und am 1. Oktober 1941 die zum Generalmajor. Am 1. Juni 1943 beendete er seine Arbeit als Leiter der Zentralabteilung des OKW und wurde am gleichen Tag zum Generalleutnant ernannt. Vom 9. August 1943 bis 4. November 1943 führte er nacheinander als Kommandeur die 329. und die 30. Infanterie-Division. Es folgte die Verwendung als Kommandeur der Feld-Division 9 (L) vom 5. November 1943 bis 4. Dezember 1943. Die drei Divisionen, die Winter führte, waren nahe Leningrad an der Ostfront eingesetzt. Den Rest des Zweiten Weltkrieges verbrachte er in der Führerreserve des Oberkommando des Heeres und bekam kein neues Kommando mehr. Er bekam als Orden unter anderem das Deutsche Kreuz in Silber.
1945 wurde er festgenommen und war bis 1947 in amerikanischen Internierungslagern (u. a. Allendorf). In der Internierung arbeitete er in der „Historical Division“ mit.
Der Verbleib der, laut einem Schreiben der Military Intelligence Company im Lager Allendorf, für die „Denazifizierung“ des Generalleutnants Paul Winter an die Spruchkammer Karlsruhe übersandten Unterlagen, ist nicht mehr nachvollziehbar. Paul Winter wurde im Zuge der Entnazifizierung mit Wirkung vom 5. November 1947 durch die Spruchkammer Miesbach als „Nicht betroffen“ entlassen.
Im Winter 1947/1948 ließ sich Winter in Neuhaus am Schliersee nieder und wirkte dort als Komponist, Organist und Musikhistoriker. Im darauffolgenden Jahr berief man Winter zum Dozenten für Musiktheorie und Musikgeschichte an die „Städtische Musik- und Orchester-Vorschule“ nach München; dieses Amt hatte er bis 1958 inne.
In diesem Jahr wählte ihn der Lassus-Musikkreis zu seinem Vizepräsidenten, womit die Erforschung, Erschließung und Aufführung von Werken europäischer Mehrchörigkeit zu einem beherrschenden Schwerpunkt seiner Arbeit wurde. Für den Lassus-Musikkreis organisierte Winter zahlreiche Konzertreisen an die Urstätten der Mehrchörigkeit (besonders nach Venedig). Durch diese Arbeit gilt Winter vielen bis heute als Wiederentdecker dieser bereits verloren geglaubten Musikgattung. Sein besonderes Interesse galt dabei der Musikpflege am Pfalz-Neuburger Hof, und er bemühte sich erfolgreich um die Herausgabe und Wiederaufführung der Werke ehemaliger Neuburger Hofkomponisten und Hofkapellmeister.
Im Alter von 76 Jahren starb Paul Winter am 1. März 1970 in München und fand seine letzte Ruhestätte auf dem Alten Friedhof in Neuburg an der Donau (Franziskanerstraße, Westmauer).

## Ehrungen
- 1960: Ehrenbürger seiner Heimatstadt
- 1960: Ehrenbürger von Höchstädt an der Donau
- 1966: Bundesverdienstkreuz 1. Klasse
- 1969: Bayerischer Verdienstorden

Neben diesen zahlreichen Ehrungen hält auch seine Heimatstadt Neuburg die Erinnerung an einen großen Sohn wach. Anlässlich seines 90. Geburtstages wurde die „Staatliche Knaben-Realschule“ in Paul-Winter-Realschule umbenannt; an diesen Feierlichkeiten konnte die Witwe Paul Winters noch teilnehmen. Anlässlich seines 100. Geburtstages, den die Stadt Neuburg feierlich im Stadttheater beging, wurde am Geburtshaus von Paul Winter eine Bronzetafel angebracht. Des Weiteren wurde in Neuburg eine Straße nach ihm benannt. Allerdings ist Winter aufgrund von Recherchen des Stadtarchivs Neuburg an der Donau und des Historikers Manfred Veit wegen seiner möglichen Verquickung in Kriegsverbrechen auch in seiner Heimatstadt umstritten. Der Oberbürgermeister Bernhard Gmehling wollte im April 2024 Winters Biografie von einem Historiker durchleuchten lassen, um seine Ehrenbürgschaft, die Straßenbenennung und die Benennung der Paul-Winter-Realschule auf den Prüfstand zu stellen. Die Umbenennung der Schule erfolgte zum 1. August 2024. Gemäß Entscheidung des Neuburger Stadtrats bleibt der Straßenname, wird aber um Informationen zu Winters NS-Rolle ergänzt. „Von seiner Ernennung zum Ehrenbüger hat sich das Gremium distanziert, sein Ehrengrab soll nicht mehr gepflegt werden.“

## Werke
Kompositionen
- 1936: Komposition der „Olympia-Fanfaren“ für die Olympischen Sommerspiele 1936 in Berlin.[13]
- 1937: Musikbeitrag zu den „Tagen der Deutschen Kunst“.[14]
- 1938: „Großdeutschland“ zum 10. April 1938. Fanfare[15]
- 1938: Falada. Märchen-Oper in 4 Aufzügen[16]
- 1942: Schwaben-Kantate. Volkslieder und Tänze aus Schwaben (mit Oskar Besemfelder als Arrangeur)[17]
- 1942: Zwei Weihnachtslieder; Hohe Nacht in Sätzen für Harmoniemusik (mit Hans Baumann)[18]
- 1943: Im Osten steht unser Morgen. 6 Ostlandlieder von Hans Baumann (Bearb. Paul Winter)[19]
- 1950: Komposition des Singspiels „Das steinerne Herz“
- 1954: Heimatfestspiel „Rendezvous bei Höchstadt 1704“ (Geburtsstadt seines Vaters)
- 1955: „Neuburger Steckenreitertanz“ (Kinderballett) anlässlich des 450-jährigen Bestehens des Fürstentums Pfalz-Neuburg
- 1958: Festmusik „800 Jahre Stadt München“
- 1960: „Festfanfare“ zum Eucharistischen Weltkongress in München

Paul Winter komponierte weitere Lieder, geistliche Werke, Kammermusik, Turmmusik sowie Funk- und Filmmusiken.
Schriften
- Musikpflege in der Wehrmacht, in: von Hase (Hg.): Jahrbuch der Deutschen Musik 1943, S. 54.[20]

- Goethe erlebt Kirchenmusik in Italien. Darstellung nach Selbstzeugnissen. Dulk, Hamburg 1949.
- Der mehrchörige Stil. Historische Hinweise für die heutige Praxis. Peters, Frankfurt am Main 1964.

Paul Winter verfasste weiterhin Beiträge für Musikzeitschriften und Nachschlagewerke.